# Labulla flahaulti
Espèce
Labulla flahaulti est une espèce d'araignées aranéomorphes de la famille des Linyphiidae.

## Distribution
Cette espèce se rencontre en France et en Espagne.

## Description
Les mâles mesurent de 4,40 à 4,45 mm et les femelles de 4,80 à 6,00 mm.

## Étymologie
Cette espèce est nommée en l'honneur de Charles Henri Marie Flahault.

## Publication originale
- Simon, 1915 : Descriptions de plusieurs espèces d'arachnides récemment découvertes en France (deuxième note). Bulletin de la Société Entomologique de France, vol. 1914, no 19, p. 478-479 (texte intégral).